# Progonia aenicta
Progonia aenicta là một loài bướm đêm trong họ Noctuidae.